# Emil Svensk
Emil Svensk, född 12 juli 1993 i Borlänge, är en svensk orienterare tävlande för Stora Tuna OK. Han har även tävlat i friidrott (långdistanslöpning), då för klubben Tjalve IF Norrköping.
Han är tredubbel världsmästare efter att ha vunnit guldmedaljer vid 2018, 2019 världsmästerskapen och 2021 världsmästerskapen. Svensk tog även silver i sprintstafett. både vid EM 2018 och EM 2021. Vid EM 2021 vann han även guld i sprint. Vid EM 2023 blev han bronsmedaljör i knockout sprint, 
Svensk vann också en bronsmedalj i stafett tillsammans med Albin Ridefelt och Gustav Bergman vid VM 2023.
Vid sprint-VM 2024 i Edinburgh vann Svensk en bronsmedalj på sprint-distansen, där han delade prispallen med guldmedaljören Martin Regborn.
Vid EM 2024 blev Svensk silvermedaljör i stafett tillsammans med Albin Ridefelt och Viktor Svensk. 

I friidrott har han tagit bronsmedalj på 10 km landsvägslöpning vid 2018 års Svenska Mästerskap.
2022 blev Svensk trea i Lidingöloppet 30 km.

## Personliga rekord (friidrott)
Utomhus
- 10 000 meter – 30:46,20 (Eskilstuna, 24 augusti 2018)[9][10]
- 10 km landsväg – 30:27 (Stockholm, 14 juni 2018)[9][10]